# Vincent (Jura)
Vincent era una comuna francesa situada en el departamento de Jura, de la región de Borgoña-Franco Condado, que el 1 de abril de 2016 fue suprimida al fusionarse con la comuna de Froideville, formando la comuna nueva de Vincent-Froideville.

## Demografía
| Gráfica de evolución demográfica de Vincent entre 1800 y 2014 |
|                                                               |

Los datos demográficos contemplados en este gráfico de la comuna de Vincent se han cogido de 1800 a 1999 de la página francesa EHESS/Cassini, y los demás datos de la página del INSEE.